# Chore of Enchantment
A 2000-es Chore of Enchantment a Giant Sand nagylemeze. Szerepel az 1001 lemez, amit hallanod kell, mielőtt meghalsz című könyvben.

## Az album dalai
|     | Cím                                | Szerző(k) | Hossz |
| --- | ---------------------------------- | --------- | ----- |
| 1.  | Overture                           | Howe Gelb | 0:48  |
| 2.  | (Well) Dusted (For the Millennium) | Gelb      | 3:47  |
| 3.  | Punishing Sun                      | Gelb      | 3:13  |
| 4.  | X-Tra Wide                         | Gelb      | 3:27  |
| 5.  | 1972                               | Gelb      | 1:03  |
| 6.  | Temptation of Egg                  | Gelb      | 3:41  |
| 7.  | Raw                                | Gelb      | 3:29  |
| 8.  | Wolfy                              | Gelb      | 4:25  |
| 9.  | Shiver                             | Gelb      | 4:00  |
| 10. | Dirty from the Rain                | Gelb      | 3:34  |
| 11. | Astonished (In Memphis)            | Gelb      | 5:32  |
| 12. | No Reply                           | Gelb      | 4:34  |
| 13. | Satellite                          | Gelb      | 6:48  |
| 14. | Bottom Line Man                    | Gelb      | 4:41  |
| 15. | Way to End the Day                 | Gelb      | 4:47  |
| 16. | Shrine                             | Gelb      | 2:04  |

## Közreműködők
- Howe Gelb – gitár, zongora, ének
- John Convertino – dob
- Joe Burns – basszusgitár, cselló, gitár, háttérvokál
- Juliana Hatfield – háttérvokál (6)
- Sofie Albertsen Gelb – háttérvokál (9, 15)
- Jim Dickinson – mellotron (2), zongora, orgona (11)
- John Parish – zongora, orgona (15), redőny (16)
- Kevin Salem – gitár (3), akusztikus gitár (4), mellotron (9)
- Susan Marshall-Powell – háttérvokál (4, 11)
- Jackie Johnson – háttérvokál (4, 11)
- William Brown – háttérvokál (4)
- Rich Mercurio – dob (4, 9)
- John Abbey – basszusgitár (4, 8, 12)
- Rob Arthur – mellotron (4), orgona (9, 12)
- Nick Luca – zongora (5)
- Neil Harry – pedal steel gitár (7)
- Alan Bezozi – dobloop (8)
- Scott Loder – basszusgitár (9)
- David Mansfield – pedal steel gitár (9, 12), bendzsó (9)
- Lydia Kavanaugh – háttérvokál (12)
- Paula Brown – basszusgitár, háttérvokál (13)
- Rainer Ptacek – slide gitár (16)

## Fordítás
Ez a szócikk részben vagy egészben a Chore of Enchantment című angol Wikipédia-szócikk ezen változatának fordításán alapul.  Az eredeti cikk szerkesztőit annak laptörténete sorolja fel. Ez a jelzés csupán a megfogalmazás eredetét és a szerzői jogokat jelzi, nem szolgál a cikkben szereplő információk forrásmegjelöléseként.